# Macaranga praestans
Macaranga praestans är en törelväxtart som beskrevs av Airy Shaw. Macaranga praestans ingår i släktet Macaranga och familjen törelväxter. Inga underarter finns listade i Catalogue of Life.